# Međunarodni festival malih scena
Međunarodni festival malih scena je međunarodni kazališni festival koji se održava godišnje u Rijeci u razdoblju od tjedan dana.

## Mjesta održavanja
- Hrvatski kulturni dom na Sušaku
- Dvorana Filodrammatica
- HNK Ivana pl. Zajca
- bivše kino "Kvarner"
- slikarski ateljei
- napušteni tvornički pogoni ("Rade Končar", "Rikard Benčić", tvornica papira...)

## O festivalu
Festival je prije svega okrenut komornom kazalištu, manjim kazališnim formama, "malim scenama", po čemu je dobio i ime. Naglašava se suvremeni kazališni izraz, bliskiji sraz izvođača i gledališta. Festival ima i natjecateljski i tematski karakter (izbor predstava je u svezi s nekom temom).
Pored predstava, u programskom dijelu festivala se svakog dana održavaju okrugli stolovi, nakon posljednje održane predstave.
Organiziraju ga HKD Teatar i Grad Rijeka, koji su i njegovi osnivači. Novčarski ga značajno pokrivaju Grad Rijeka i Ministarstva kulture RH.
Do danas (svibanj 2007.), na ovom festivalu su pored domaćih hrvatskih, gostovale kazališne družine iz inozemstva: Belgije, Bosne i Hercegovine, Crne Gore, Češke, Italije, Latvije, Makedonije, Mađarske, Njemačke, Poljske, Rumunjske, Rusije, SAD-a, Slovenije, Srbije, Švicarske i Uj. Kraljevstva. 

## Povijest
Festival se počeo održavati 1994. U početku je nosio ime Hrvatski festival malih scena.
Osnivač i prvi umjetnički voditelj je bio hrvatski glumac Nenad Šegvić, a prvim je izbornikom bio Dalibor Foretić, kazališni kritičar.
U tom razdoblju tematski je ovaj festival bio okrenut komornom kazalištu, odnosno njegovim najboljim i najprogresivnijim ostvarenjima u institucionalnim i neovisnim kazalištima u Hrvatskoj.
1999. mjesto izbornika preuzima kazališni kritičar Jasen Boko. Koncepcijski se to odrazilo tako što je ovaj festival postao i međunarodnim. 
2002. i 2003., izbor vodi književnik i dramaturg Darko Lukić, a od 2004. kazališni kritičar Hrvoje Ivanković. Od tog razdoblja se, MFMS se okreće podjednako i glavnoj kazališnoj struji i nekonvencionalnijim kazališnim uradcima.

## Nagrade
- "Veljko Maričić" za najbolju mušku ulogu
- "Veljko Maričić" za najbolju žensku ulogu
- "Veljko Maričić" za najbolju mladog glumca ili glumicu
- "Veljko Maričić" za najbolju epizodnu ulogu
- "Mediteran" za najbolje glumačko ostvarenje
- "Veljko Maričić" za najbolju predstavu u cjelini
- "Anđelko Štimac" za najbolju režiju
- "Darko Gašparović" za najbolju dramaturgiju
- "Veljko Maričić" za najbolju kostimografiju
- "Veljko Maričić" za najbolju scensku glazbu
- "Veljko Maričić" za najbolji design svjetla
- "Dorian Sokolić" za najbolju scenografiju
- "Dalibor Foretić" - nagrada publike

## Vanjske poveznice
- Službene stranice  Arhivirana inačica izvorne stranice od 15. rujna 2008. (Wayback Machine)